# Terug naar morgen
Terug naar morgen (Engels: Sum of Histories) is een Belgische sciencefictionfilm uit 2015, geschreven en geregisseerd door Lukas Bossuyt.

## Verhaal
Het jaar 2015. Tom, een jonge eco-activist, ontvangt mysterieuze e-mails van een zekere "Lena". Hierin staat informatie waarmee hij geld kan winnen, alsook het bevel om een glasraam van een lokale artieste te kopen en te begraven in een park. Later die dag gaat Tom met zijn mede-activisten een spandoek aan een hoog gebouw hangen, maar de buitenlift van het gebouw stort naar beneden en ze komen allemaal om het leven.
25 jaar later vindt de briljante wetenschapper Viktor met zijn assistent Titus een machine uit die e-mails naar het verleden kan sturen. Als experiment sturen ze de mails over het geld en het glasraam naar Tom, aangezien deze glasramen in 2040 fortuinen waard zijn. Ze kiezen Tom als proefkonijn omdat hij kort daarop zou sterven en daarom weinig veranderingen aan de toekomst zou veroorzaken. Het experiment werkt, en Viktor beseft iets groots: op de dag dat Tom stierf kwam Viktors vriendin Lena onder een auto terecht, waardoor ze levenslang verlamd werd. Viktor stuurt dus een mail naar Tom waarin hij vraagt om de auto tegen te houden. In plaats van Lena wordt nu Toms vriendin Griet aangereden. Hierdoor spendeert Tom de nacht in het ziekenhuis waardoor hij niet sterft in het liftongeval. 
Als resultaat van deze veranderingen blijven Viktor en Lena geen koppel en vindt hij geen tijdmachine uit met Titus. Deze laatste had echter informatie over de tijdmachine, Viktors relatie en de ongevallen van Tom en Lena, naar enkele dagen voor de ongevallen gemaild om informatie uit de originele tijdlijn te bewaren mocht er iets misgaan. Titus ontvangt deze data terug in het nieuwe 2040 en wanneer hij Viktor hiermee confronteert, gelooft hij dat Tom had moeten sterven. Hij stuurt Tom een mail waarin hij hem uitnodigt aan een bushokje dat op dat moment geraakt zou worden door een vrachtwagen. Tom staat echter niet op het juiste traject en zijn beste vriend Dimi komt in zijn plaats om het leven. Tom confronteert de jonge Viktor en Lena, van wie hij gelooft dat de verantwoordelijk zijn voor al zijn miserie. 
De tijdlijn wordt opnieuw veranderd waardoor Titus in 2040 opnieuw alles moet uitleggen aan Viktor. Viktor bezoekt de ouder geworden Tom, en bekent alles wat er gebeurd is. Tom is razend en verbiedt Viktor om ooit nog mails te sturen naar het verleden omdat het heel zijn leven verpest heeft. Viktor stuurt echter nog een laatste mail naar Tom om hem te vragen de auto niet tegen te houden, waardoor niet Griet of Lena, maar Viktor zelf wordt aangereden. Hierdoor neemt hij Lena's plaats in als de verlamde van de twee, en blijven ze waarschijnlijk toch een koppel, aangezien er geïmpliceerd werd dat ze in de originele tijdlijn enkel samen zijn gebleven omdat Lena hulpbehoevend was.

## Rolverdeling
| Acteur                   | Personage                |
| ------------------------ | ------------------------ |
| Koen De Graeve           | Viktor                   |
| Karina Smulders          | Lena                     |
| Matteo Simoni            | Tom, Ecoactivist         |
| Robrecht Vanden Thoren   | Titus, Viktors assistent |
| Charlotte Anne Bongaerts | Griet, liefje van Tom    |
| Bart Hollanders          | Dimi                     |
| Robbe Nevens             | Victor (8 jaar)          |
| Polleke van der Sman     | Lena (10 jaar)           |
| Xandra Van Welden        | moeder van Viktor        |

## Productie
De opnames startten op 4 augustus 2014 in Leuven (onder de werktitel Alles voor Lena) en werden beëindigd op 19 september.